# Ostróżki
Ostróżki (kaszb. Òstróżczi, niem. Ostroschken daw. Pręgowo Ostre) – mała kolonia w Polsce położona w województwie pomorskim, w powiecie gdańskim, w gminie Kolbudy.
W latach 1975–1998 miejscowość administracyjnie należała do województwa gdańskiego. Do 1918 r. wieś była częścią powiatu kartuskiego.
W centralnej części wsi znajduje się kapliczka św. Anny.